# Slezské Rudoltice

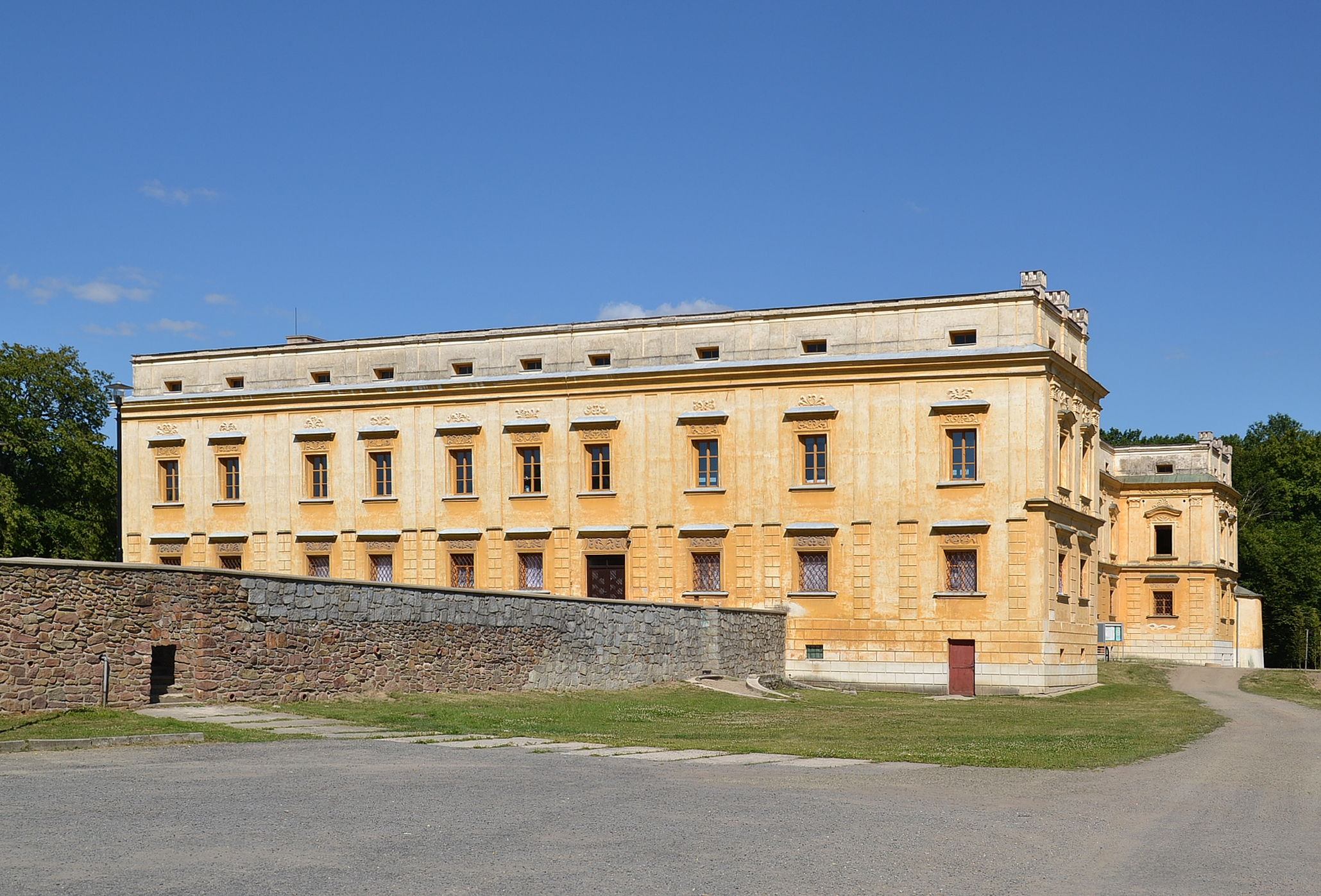
Schloss

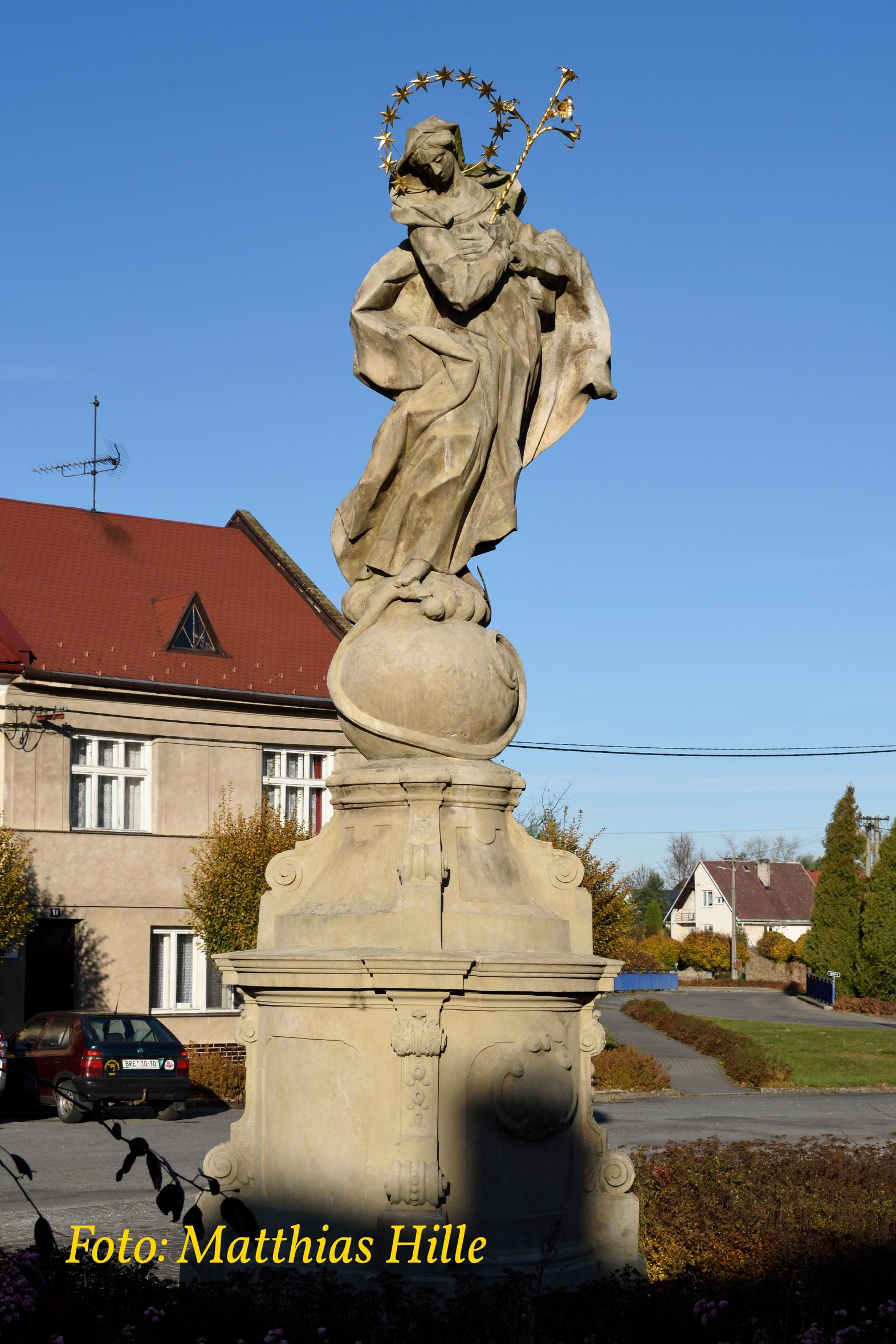
Marienfigur in Slezské Rudoltice – Rosswald

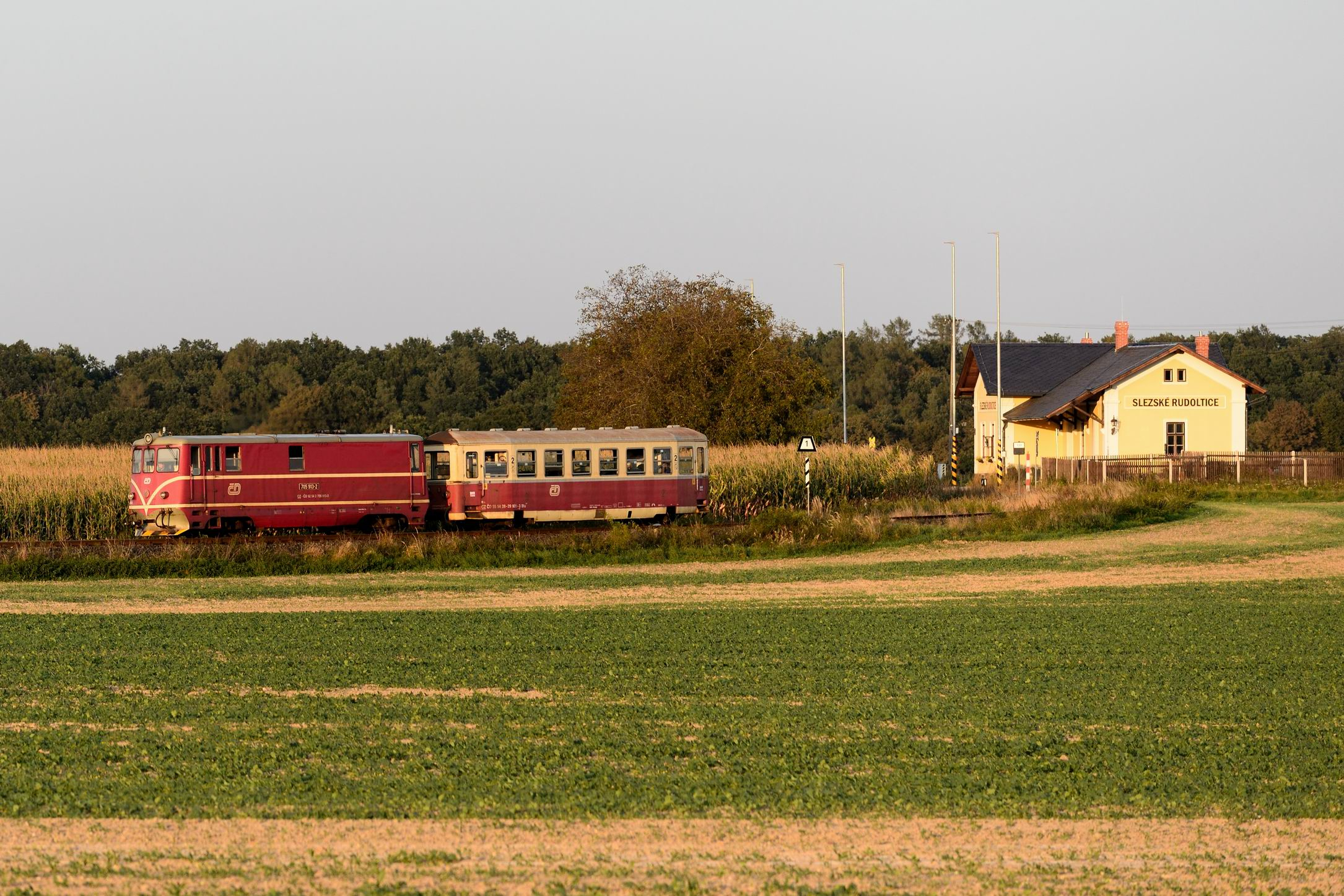
Bahnhof von Slezské Rudoltice (Rosswald)

Slezské Rudoltice (deutsch Roßwald) ist eine Gemeinde im Okres Bruntál in Tschechien. Sie liegt neun Kilometer südwestlich Osoblaha an der Grenze zu Polen. Die Gemeinde entstand 1947 durch Zusammenschluss von Městys Rudoltice (Markt Roßwald) und Ves Rudoltice (Dorf Roßwald).

## Geographie
Slezské Rudoltice liegt in den Ostsudeten in der Zlatohorská vrchovina (Zuckmanteler Bergland / Oppagebirge). Nachbarorte sind Dolní Povelice (Nieder Paulowitz) und Koberno (Kawarn) im Norden, Bohušov (Füllstein) und Hrozová (Grosse) im Nordosten, Pelhřimovy (Mährisch Pilgersdorf) im Süden, Bučávka (Butschafka) und Třemešná (Röwersdorf) im Südwesten, Liptaň (Liebenthal) im Westen sowie Dívčí Hrad (Maidelberg) und Sádek (Zottig) im Nordwesten. Jenseits der Grenze zu Polen liegt im Nordosten Głubczyce (Leobschütz), Równe (Roben) im Osten und Dobieszów (Dobersdorf) im Südosten.

## Geschichte
Roßwald wurde Mitte des 13. Jahrhunderts im Zuge der durch den Olmützer Bischof Bruno von Schauenburg planmäßig durchgeführten Besiedlung Nordmährens gegründet und mit Deutschen besiedelt. Es gehörte zu den bischöflichen Besitzungen und wurde erstmals am 6. November 1255 in einer Urkunde erwähnt, mit der Bischof Bruno „Rodolueswalt“ seinem Truchsess Herbort von Fülme als ein Lehen übertrug. Dessen Nachkommen errichteten um 1500 eine Feste, die sie 1548–1565 zu einem Renaissance-Schloss umbauten. 1570 gelangte Roßwald an die Sedlnitzky von Choltitz. Wegen ihrer Beteiligung am Ständeaufstand 1618 verloren sie ihren Besitz nach der Schlacht am Weißen Berg. Nachfolgender Besitzer wurde der Landeshauptmann von Mähren, Graf Maximilian von Dietrichstein. Er verkauft Roßwald jedoch schon 1630 dem Freiherrn Georg Maximilian von Hoditz, der 1641 in den Reichsgrafenstand erhoben wurde. Julius Leopold von Hoditz ließ das Dorf 1675 in zwei Teile aufteilen, von denen der untere 1676 den Status eines Marktstädtchens erhielt. Unter Albert Joseph von Hoditz, der die Gutsherrschaft 1741 antrat, wurde das Renaissance-Schloss zu einer luxuriösen Barockresidenz umgebaut und mit Kunstobjekten ausgestattet. Wegen seiner weitläufigen Gartenanlagen und der kostbaren Ausstattung wurde das Schloss als „Schlesisches Versailles“ bezeichnet. Im Schloss befand sich ein Theater- und Konzertsaal, in dem u. a. Carl Ditters von Dittersdorf musizierte. Unter den zahlreichen Besuchern befanden sich Kaiser Joseph II., der preußische König Friedrich II. und Voltaire.
Nach dem Ersten Schlesischen Krieg 1742 verblieb Roßwald bei Böhmen, lag jedoch nunmehr an der Grenze zum preußischen Schlesien. Durch den mit dem Umbau und dem Betrieb des Schlosses verbundenen Kostenaufwand brach nach 1770 die Gutswirtschaft zusammen. Albert Joseph von Hoditz siedelte nach Potsdam über. Sein hoch verschuldeter Besitz gelangte an die Familie von Badenfeld.
Nach der Aufhebung der Patrimonialherrschaften gehörte die Gemeinde Roßwald zur Bezirkshauptmannschaft Jägerndorf. 1898 erhielt sie Anschluss an die Schmalspurbahn Röwersdorf–Hotzenplotz. Nach dem Übergang an die 1918 gegründete Tschechoslowakei erhielt Roßwald 1921 die amtliche Ortsbezeichnung Městys Rudoltice. 1930 lebten 788 Einwohner in Roßwald, davon waren 774 Deutsche.
Nach dem Münchner Abkommen wurde Roßwald/Městys Rudoltice 1938 dem Deutschen Reich zugeschlagen und gehörte bis 1945 zum Landkreis Jägerndorf. Nach dem Zweiten Weltkrieg erhielt Roßwald die amtliche Ortsbezeichnung Slezské Rudoltice. Die deutschen Bewohner wurden vertrieben. Dadurch ging die Einwohnerzahl deutlich zurück und betrug 1950 nur noch 363. Die neuen Siedler waren teilweise Repatrianten aus Wolhynien.
1954 verlor Slezské Rudoltice seinen Status als Městys. Ende 1960 erfolgte die Auflösung des Okres Krnov und Slezské Rudoltice wurde dem Okres Bruntál zugeordnet.

## Gemeindegliederung
Die Gemeinde Slezské Rudoltice besteht aus den Ortsteilen Slezské Rudoltice (Roßwald), Amalín (Amalienfeld), Koberno (Kawarn) und Víno (Weine). Grundsiedlungseinheiten sind Amalín, Koberno, Městys Rudoltice (Markt Roßwald), Nový Les (Neuwald), Pelhřimovy (Mährisch Pilgersdorf), Slezské Rudoltice und Víno. Zur Gemeinde Slezské Rudoltice gehören zudem die Ansiedlungen Antonínov (Antonsberg) und Nový Dvůr (Hoditzhof).
Das Gemeindegebiet gliedert sich in die Katastralbezirke Koberno (322 ha), Městys Rudoltice (133 ha), Nový Les (340 ha), Pelhřimovy (515 ha), Ves Rudoltice (637 ha) und Víno (375 ha).

## Sehenswürdigkeiten
- Schloss Slezské Rudoltice
- Marienfigur auf dem Platz vor dem Schloss
- Die St.-Katharinen-Kirche wurde 1871/73 im neuromanischen Stil erbaut.
- Schmalspurbahn

## Persönlichkeiten
- Johann Carl Hanke (1748–1835), Komponist
- Sophia von Sachsen-Weißenfels (1684–1752), Bewohnerin des Schlosses
- Albert Joseph von Hoditz (1706–1778), Gutsbesitzer
- Eduard von Badenfeld (1800–1860), österreichischer Schriftsteller
- Eduard Andres, k.k. Regierungsrat, geb. in Rosswald, gestorben in St. Margarethen bei Graz